# Shtamë-passet Nationalpark
Shtamë-passet Nationalpark (også Qafë-Shtamë ) (albansk: Parku Kombëtar i Qafshtamës) ligger i kanten af bjergkæden nord for Tirana, cirka 25 kilometer øst for Kruja. Parken er opkaldt efter Qafë-Shtamë-passet og har et areal på 2.000 hektar med et smukt bjerglandskab, der hovedsageligt består af fyrreskove, nogle små søer og store vandløb. Nationalparken blev oprettet i 1996 af den albanske regering. Det er en populær attraktion for vandreture.
I Shtama-passet går vejen fra Kruja til Burrel i en højde omkring 1.250 meter over havet.

## Geografi, flora og fauna
Nord for vejen over passet er størstedelen af parken for det meste ubebygget bjergland med skove, hvor fyrretræer hvor eg dominerer. De sorte fyrretræer er op til 20 meter høje og 60 år gamle - en af de vigtigste træresourcer i Albanien. Skovene, der er habitat for brune bjørne, ulve, ræve og forskellige fugle, er truet af ulovlig skovrydning. De højeste punkter, hvor den stiger stejlt fra passet mod nord, er Maja e Liqenit (1.724 meter) og Maja i Rjepat e Qetkolës (1.686 meter). Maja e Liqenit bør ikke forveksles med toppen med samme navn i Sharr- regionen i Kosovo . I sydøst ligger parken op til Dajti Nationalpark og i sydvest til det beskyttede landskab Kraste-Verjon.
Den mest betydningsfulde vandkilde kaldes Kroi i Nenës Mbretëreshë (dronningemoderens kilde) der er kendt for sit rene, klare og sunde vand.  Legenden refererer til den albanske kongefamilie, angiveligt skulle få daglige forsyninger fra denne vandkilde, efter at et laboratorium i Wien efter laboratorietest i 1932 havde erklæret det som det bedste vand i landet. Ordet dronningsmoder peger sandsynligvis på Sadije Toptani, mor til Ahmet Zogu, eller Geraldine Apponyis, hans kone, som først havde besøgt Albanien i 1937. Nena Mbretëreshë er et almindeligt navn for kongens mor. Kong Zog blev født i Mat-distriktet med oprindelse fra passets østside. Det siges, at han også har bygget en fritidsvilla i området.Vandet samles også og føres til et aftappningsanlæg, der ligger lidt længere nede fra parkens indgang. Den producerede flaske mineralvand sælges landsdækkende under varemærket Qafshtama.
Den 29. april 1997 var et underjordisk bunkerkompleks på østsiden af passet hjemsted for en alvorlig ulykke. En eksplosion fandt sted i tunnellerne, der var fulde af ammunition og våben, som var blevet opbevaret på et militærdepot i den kommunistiske æra. Depoterne blev demonteret i 1990'erne. Som et resultat af sammenbruddet af den offentlige orden forsøgte flere mennesker at adskille metaller med henblik på salg, uden at anvende nogen sikkerhedsforanstaltninger eller have tilstrækkelig militær viden. Som et resultat var der en eksplosion i tunnelen. 23 mennesker blev dræbt, bl.a. mange unge fra en nærliggende landsby Selishtë